# Земля Ксанфа
Земля Ксанфа (лат. Xanthe Terra) — обширная область на поверхности Марса. Находится на экваторе, к северу от восточной части долин Маринера; координаты центра — 2° с. ш. 312° в. д. / 2° с. ш. 312° в. д. Максимальная ширина области — около 1900 км. Название «Ксанфа» означает «золотисто-жёлтая земля». На снимках области таких космических аппаратов как Марс-экспресс, Mars Global Surveyor и MRO были выявлены древние речные долины и дельты. В последних видны породы, состоящие из множества тонких слоёв. Учёные предполагают, что отложения на земле Ксанфа являются доказательством того, что в ранней истории Марса на нём выпадали осадки.
- Аллювиальные отложения в кратере Мохаве, снимок камеры высокого разрешения HiRISE.
- Оползень на земле Ксанфа.